# Rive Gauche

Paris: Blick über die Seine auf die Rive Gauche

Rive Gauche (französisch, „linkes Ufer“) bezeichnet das südlich der Seine gelegene Gebiet der Stadt Paris, wohingegen Rive Droite das nördlich des Flusses gelegene Stadtgebiet, insbesondere die Gegend um die Grands Boulevards und die Champs-Élysées, meint. 
Im engeren Sinn umfasst die Rive Gauche nur die Teile der Stadt links der Seine, die sich im Bereich des alten Zentrums befinden. Dazu gehören das Quartier Latin, die Umgebung der Kirche St. Germain-des-Prés und das Montparnasse-Viertel, also nicht die Randgebiete im Südwesten und Südosten der Stadt Paris. 
Da auf der Rive Gauche seit dem Mittelalter die Sorbonne und viele weitere Bildungsinstitute entstanden sind, ist der Begriff auch mit der Vorstellung von einem Intellektuellen- und Künstlerviertel verknüpft, im Gegensatz zur Rive Droite, auf der die alten Geschäftsviertel, aber auch viele Hotels, Restaurants und Vergnügungslokale der Stadt liegen.

Anordnung der Arrondissements

## Die Uferstraße, die historischen Quais
1313 entstanden als erste befestigte Uferstraßen der Quai de Nesle (heute Quai de Conti) und die frühere Rue de Seine (heute Quai des Grands-Augustins), an deren westlichem Ende unter Karl VI. (König von 1380 bis 1422) am Standort des heutigen Pont Saint-Michel die erste Steinbrücke der Stadt gebaut wurde.
Die Uferstraßen der Rive Gauche tragen innerhalb der Stadtgrenzen vom Osten zum Westen folgende Namen: Quai d’Ivry, Quai Panhard-et-Levassor, Quai François-Mauriac, Quai de la Gare, Quai d’Austerlitz, Quai Saint-Bernard, Quai de la Tournelle, Quai de Montebello, Quai Saint-Michel, Quai des Grands Augustins, Quai de Conti, Quai Malaquais, Quai Voltaire, Quai Valéry Giscard d’Estaing, Quai Anatole France, Quai d’Orsay, Quai Branly, Quai Jacques Chirac, Quai de Grenelle, Quai André Citroën und Quai d’Issy-les-Moulineaux.

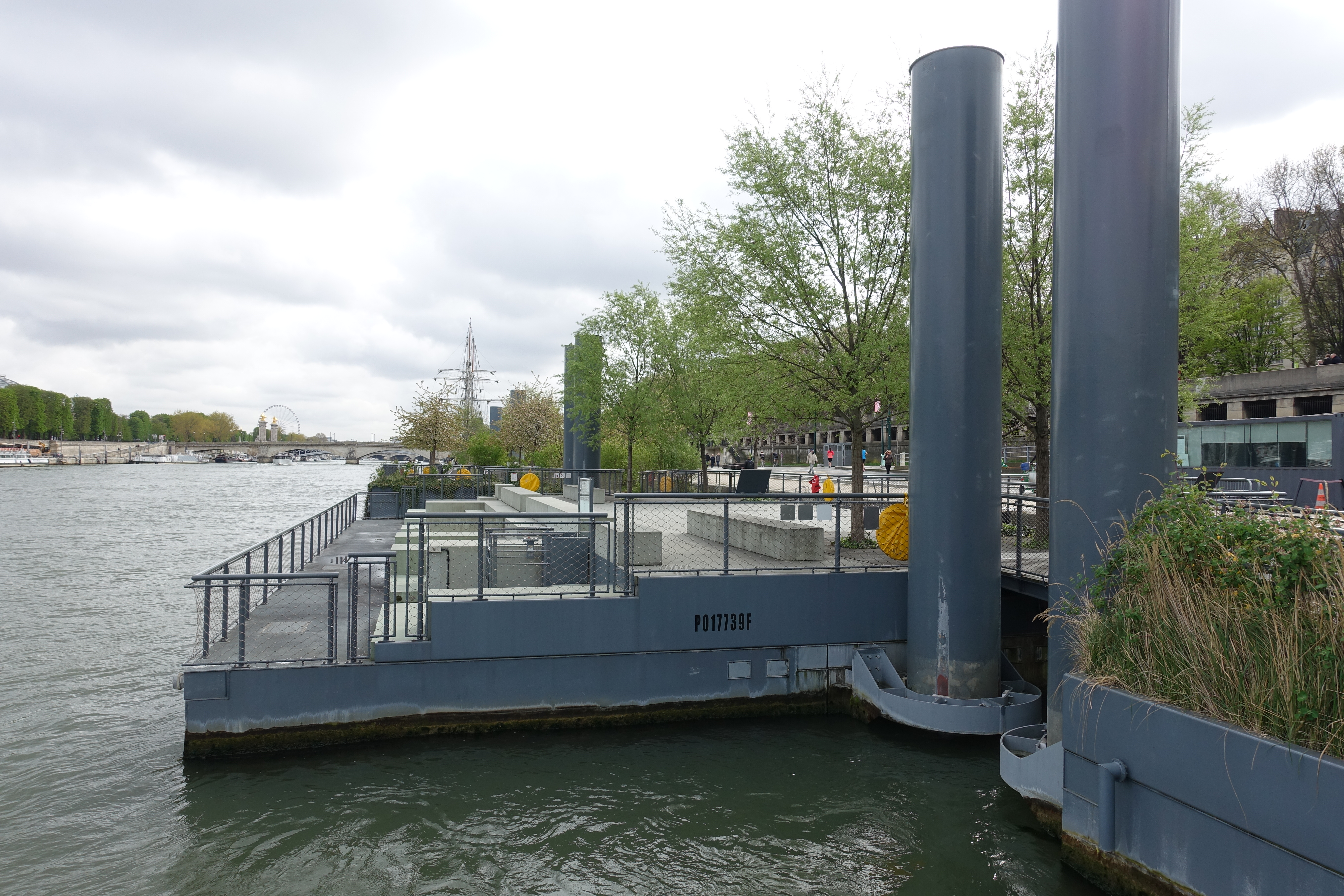
Aufbau der künstlichen Inseln

## Uferpark Berges de la Seine
2013 wurde ein neuer Park an einem Uferabschnitt eingeweiht, die Promenade des Berges de la Seine. Zum Teil auf der ehemaligen Schnellstraße, zum Teil auf künstlichen Inseln angelegt soll der Park die Stadt wieder mit dem Flussufer verbinden. Dabei wurden ökologische Gesichtspunkte berücksichtigt. Er befindet sich im 7. Arrondissement zwischen dem Pont de l’Alma und dem Musée d’Orsay. Nach dem Baubeginn 2008 wurden auf fest verankerten Pontons Gärten mit Sumpf- und ufernahen Pflanzen sowie Ruhe- und Sportzonen angelegt. Es gibt verschiedene anmietbare Veranstaltungsräume in Tipis und zum Wasser hin verglasten Containern. Die Pontons können sich dem Wasserstand entsprechend auf und ab bewegen.

## Die Bezirke (Arrondissements), die an der Rive Gauche liegen
Das Rive Gauche/Linke Ufer umfasst Teile folgender Stadtbezirke:
- 5. Arrondissement
- 6. Arrondissement
- 7. Arrondissement
- 13. Arrondissement
- 14. Arrondissement
- 15. Arrondissement außer dem Damm der Île aux Cygnes in der Seine